# Лудовико Сфорца
Лудовико Сфорца (3. август 1452 — 27. мај 1508), звани Лудовико ил Моро (Лудовико Црни), био је милански кнез од 1489. па до своје смрти у француском заробљеништву. Лудовико, четврти син Франческа Сфорце из династије Сфорца, остао је упамћен као покровитељ Леонарда да Винчија и многих других уметника, за време најпродуктивније фазе миланске ренесансе. Он је наручио и једну Леонардових најпознатијих слика - Тајну вечеру.

## Биографија
Лудовико Сфорца рођен је 3. августа 1452, као четврти син Франческа Сфорце и Марије Бјанке Сфорца, и заправо се по ондашњим обичајима није очекивало да би могао постати владар Миланског Војводства. Ипак га је мајка врло разумно добро школовала под туторством хуманиста Франческа Филелфа, тако да је Лудовико добио солидно образовање из класичних језика, поезије, сликарства, али и о методама владања и ратовања.
Када му је отац умро 1466. Лудовико је наручио од Леонарда фреску Тајна вечера која је насликана изнад његовог гроба у манастиру Санта Марија деле Грације. Франческа Сфорцу наследио је старији разуздани брат Галеацо Марија Сфорца, који је владао све до атентата на њега, 1476. На упражњени престо сео је његов седмогодишњи син, Ђан Галеацо Сфорца. Након тога уследиле су велике борбе за регенство с Ђан Галеацовом мајком - Боном од Савоје, из којих је Лудовико изашао као победник 1480. године, када је преузео власт и следећих 13 година владао Миланским Војводством као регент.
Јануара 1491. оженио је Беатриче д'Есте, чији је брат, Алфонсо д'Есте, оженио Ану, Лудовикову нећаку. Петнаестогодишња принцеза Беатриче д'Есте је брзо очарала милански двор својом младошћу и животном радошћу, тако да је дворац Сфорца постао средиште раскошних прослава и балова. Беатриче је имала префињен укус, тако да се верује да је она утицала на то да Лудовико ангажује Да Винчија и Брамантеа. Беатриче је родила два сина, Максимилијана и Франческа, будуће кнежеве Миланског Војводства.
Лудовико је имао барем две љубавнице - Сесилију Галерани, која му је родила сина Чезара 1491, исте године када је оженио Беатриче и за њу се верује да је дама са хермелином на слици Леонарда да Винчија, и Лукреција Кривели, која му је родила сина Ђованија Паола 1497. године, када је Беатриче умрла.

### Лудовико као регент
Лудовико Сфорца као владар више пажње је посвећивао економији него војној снази и учвршћивању своје моћи. Пуно је улагао у пољопривреду, у узгој коња и сточарство, а развио је и значајне мануфактуре за обраду метала. За време његове владавине је чак око 20 000 људи радило у предионицама свиле. Настојао је да улепша своју престоницу - Милано, који је, по њему, требало да постане најлепши град у Италији. Он је наставио радове на Миланској катедрали, пробио и проширио градске улице и украсио град вртовима. Универзитети у Павији и Милану доживели су процват за време његове владавине. Тамна страна његове владавине било је повећање пореза, због којих је избило неколико побуна.

### Лудовико као Милански војвода и Први италијански рат
Нови краљ Напуљског краљевства из Арагона, Алфонсо V, повезао се са папом Алексадром Боргијом 1494, тако да су они, сваки са своје стране, били претња Миланском Војводству. Због тога је Лудовико одлучио да се удружи са француским краљем Шарлом VIII. Лудовико је допустио Шарловој војсци да прође кроз његово војводство током похода на Напуљско краљевство. Међутим, Шарлове амбиције биле су веће. Он је желео и Миланско Војводство. Горко пожаливши због ранијих погрешних одлука, Лудовико је склопио савез са царем Светог римског царства, Максимилијаном I, понудивши му чак и своју нећаку, Бјанку Сфорцу, за жену.
Његов нећак, Ђан Галеацо, умро је под сумњивим околностима 1495. године, тако да је Лудовико Сфорца званично постао милански кнез, 22. октобра исте године. Али, од тада, срећа га је напустила. Умрла му је жена 3. јануара 1947. након тешког порођаја. Лудовико се надао да ће брачном понудом успети да увуче цара Максимилијана I у италијанску политику и да ће тако моћи да манипулише између две стране, па је на тај начин био одговоран за почетак Првог италијанског рата. На самом почетку сукоба, Лудовико је успео да порази Французе у бици код Форнове. За ту битку је, за израду оружја, потрошено 80 тона бронзе, која је првобитно била намењена за његов коњанички кип који је Леонардо требало да направи. Међутим, смрт Шарла VIII није ублажила његове проблеме, јер је и нови француски краљ, Луј XII, поновио своја наследна права на Миланско Војводство, јер му је баба по оцу била Валентина Висконти, кћер Ђангалеаца Висконтија, првог миланског кнеза. Због свега тога је Лудовико абдицирао 1498, јер ниједна италијанска држава није хтела да му помогне, тако да је то постао парадокс, да је управо он, који је пре четири године позвао Французе у Италију, сада истеран од стране Француза. Лудовико је успео да побегне француској војсци 1499, али је у међувремену француска војска ушла у Милано.
Лудовико се вратио на милански трон с војском плаћеника фебруара 1500. Два месеца касније, краљ Луј XII опколио је град Новару, где се Лудовико утврдио. На обе стране већина војника били су швајцарски плаћеници, који су одбили да се међусобно боре и убијају, тако да су напустили Новару и предали Лудовика Французима априла 1500. године. Лишен свих погодности живота, Лудовико је последње године провео у подземној тамници у дворцу Лоше, где је умро 17. маја 1508.
Уз помоћ швајцарских кантона обновљено је Миланско Војводство, на чији је престо дошао Лудовиков син, Максимилијан Сфорца.

## Породично стабло
|  |                           |  |  |  |  |  |  |  |  |  |  |  |  |  |  |  |
|  | 8. Giovanni Attendolo     |  |  |  |  |  |  |  |  |  |  |  |  |  |  |  |
|  |                           |  |  |  |  |  |  |  |  |  |  |  |  |  |  |  |
|  |                           |  |  |  |  |  |  |  |  |  |  |  |  |  |  |  |
|  | 4. Muzio Sforza           |  |  |  |  |  |  |  |  |  |  |  |  |  |  |  |
|  |                           |  |  |  |  |  |  |  |  |  |  |  |  |  |  |  |
|  |                           |  |  |  |  |  |  |  |  |  |  |  |  |  |  |  |
|  | 2. Франческо Сфорца       |  |  |  |  |  |  |  |  |  |  |  |  |  |  |  |
|  |                           |  |  |  |  |  |  |  |  |  |  |  |  |  |  |  |
|  |                           |  |  |  |  |  |  |  |  |  |  |  |  |  |  |  |
|  | 5. Lucia da Torsano       |  |  |  |  |  |  |  |  |  |  |  |  |  |  |  |
|  |                           |  |  |  |  |  |  |  |  |  |  |  |  |  |  |  |
|  |                           |  |  |  |  |  |  |  |  |  |  |  |  |  |  |  |
|  | 1. Лудовико Сфорца        |  |  |  |  |  |  |  |  |  |  |  |  |  |  |  |
|  |                           |  |  |  |  |  |  |  |  |  |  |  |  |  |  |  |
|  |                           |  |  |  |  |  |  |  |  |  |  |  |  |  |  |  |
|  | 12. Ђан Галеацо Висконти  |  |  |  |  |  |  |  |  |  |  |  |  |  |  |  |
|  |                           |  |  |  |  |  |  |  |  |  |  |  |  |  |  |  |
|  |                           |  |  |  |  |  |  |  |  |  |  |  |  |  |  |  |
|  | 6. Filippo Maria Visconti |  |  |  |  |  |  |  |  |  |  |  |  |  |  |  |
|  |                           |  |  |  |  |  |  |  |  |  |  |  |  |  |  |  |
|  |                           |  |  |  |  |  |  |  |  |  |  |  |  |  |  |  |
|  | 13. Caterina Visconti     |  |  |  |  |  |  |  |  |  |  |  |  |  |  |  |
|  |                           |  |  |  |  |  |  |  |  |  |  |  |  |  |  |  |
|  |                           |  |  |  |  |  |  |  |  |  |  |  |  |  |  |  |
|  | 3. Бјанка Марија Висконти |  |  |  |  |  |  |  |  |  |  |  |  |  |  |  |
|  |                           |  |  |  |  |  |  |  |  |  |  |  |  |  |  |  |
|  |                           |  |  |  |  |  |  |  |  |  |  |  |  |  |  |  |
|  | 14. Ambrogio del Maino    |  |  |  |  |  |  |  |  |  |  |  |  |  |  |  |
|  |                           |  |  |  |  |  |  |  |  |  |  |  |  |  |  |  |
|  |                           |  |  |  |  |  |  |  |  |  |  |  |  |  |  |  |
|  | 7. Agnese del Maino       |  |  |  |  |  |  |  |  |  |  |  |  |  |  |  |
|  |                           |  |  |  |  |  |  |  |  |  |  |  |  |  |  |  |
|  |                           |  |  |  |  |  |  |  |  |  |  |  |  |  |  |  |